# La Carlota (Argentina)
La Carlota è una città argentina, capoluogo del dipartimento di Juárez Celman, nella provincia di Córdoba. Fu fondata nel 1737.